# Carl Schuchhardt
Carl Schuchhardt (né le 6 août 1859 à Hanovre; † 7 décembre 1943 à Arolsen) est un archéologue et directeur de musée allemand. La recherche systématique d'empreintes de pieux disparus lui a permis de caractériser le tracé de villages et de camps militaires préhistoriques et antiques. Ainsi, il est le pionnier de l'archéologie urbaine.

## Biographie

### Enseignant
Carl Schuchhardt était le fils d'un graveur et parent par sa mère de l'industriel A. Stichweh, qui fit fortune dans la blanchisserie. Schuchhardt étudia la philologie classique, les langues vivantes et l'archéologie à Leipzig, Göttingen et Heidelberg. Après sa soutenance de thèse (1882) il enseigna dans un lycée. Il effectua ses premières fouilles en 1885 à Kranenburg (de) au bord du lac de Steinhude. Puis sur recommandation de Theodor Mommsen, l’Institut archéologique allemand lui attribua une bourse pour effectuer un voyage d'étude en Grèce et en Asie Mineure (1885-86), ce qui lui permit de prendre part au chantier de fouilles de Pergame. 
En 1888, Schuchhardt devint directeur du musée Kestner de Hanovre et put se consacrer plus largement aux travaux de fouilles archéologiques, se concentrant plus particulièrement sur les fortifications médiévales (par ex. l'oppidum des Chauques près de Sievern, ou le château fort de Heisterburg, dans les monts de Basse-Saxe).

### Découverte: les vestiges d'édifices en bois
Comme il suffit de quelques siècles, voire quelques décennies pour que des maisons en rondins et haies de fascines étanchées à l'argile disparaissent entièrement, les trous dans lesquels les pieux étaient fichés sont souvent les seuls vestiges permettant de reconnaître leur distribution en plan et leur mode de construction. Pour plusieurs périodes de la Préhistoire, ils offrent l'unique possibilité de connaître la taille et le développement de villages et de colonies de peuplement. L'identification des empreintes de pieux disparus est ainsi le fondement de l'archéologie des habitats préhistoriques.
C'est à l'occasion de recherches sur le tracé du limes romain de Rhénanie au début des années 1890, qu'on découvrit pour la première fois de telles empreintes : il s'agissait d'ailleurs des poteaux d'une tour de guet romaine. Mais Carl Schuchhardt fut le premier à exploiter systématiquement la présence de ce type de vestiges lorsqu'il localisa un camp romain à Haltern, en territoire chauque. 
La reconstitution d'édifices en bois disparus au moyen de ces empreintes est devenue une méthode courante dans les fouilles archéologiques.
Lorsqu'en 1904 il fit visiter à l’empereur Guillaume II les fouilles du camp romain de Haltern, où il avait reconnu dans les traces de trous régulièrement espacés les vestiges d'une palissade préhistorique, Schuchhardt commenta au monarque : Votre Majesté, il n'y a rien de plus pérenne que des trous alignés dans le sol.
Les fouilles du pseudo-camp romain de Potsdam confirmèrent l'efficacité de cette méthode, dont Carl Schuchhardt et Albert Kiekebusch (de) furent les principaux promoteurs, malgré certaines résistances, et ils accompagnèrent leurs rapports de fouilles de descriptions complètes montrant le mode de dégagement et l'aspect des empreintes.
Gerhard Bersu, futur président de la Commission de la Germanie romaine (Römisch-Germanischen Kommission), participa lui aussi aux fouilles du camp de Potsdam. Par suite de persécutions sous le nazisme, il émigra en 1938 en Angleterre ; tenu en résidence surveillée comme ressortissant allemand, il put cependant effectuer des fouilles archéologiques pendant la guerre et fit ainsi connaître en Angleterre la recherche méthodique d'empreintes de pilotis en bois.

### Conservateur au musée de Berlin
En 1908, Schuchhardt fut nommé directeur du Département de la Préhistoire du musée ethnologique de Berlin. Il n'en continua pas moins à multiplier les chantiers de fouilles jusqu'à sa retraite en 1925 : c'est ainsi qu'il mit au jour les vestiges de la palissade du prétendu « camp romain » des environs de Potsdam (en réalité un oppidum pré-romain). 
En 1909, Schuchhardt lança une revue scientifique appelée à un grand avenir, le Prähistorische Zeitschrift (de). Au cours des années suivantes, il combattit l'hypothèse historico-culturelle avancée par l'autre grand archéologue berlinois de l'époque, Gustaf Kossinna. La découverte du trésor d'Eberswalde (1913) fut l'un des grands moments de cette controverse scientifique majeure pour la préhistoire des civilisations.
Schuchhardt était membre de l’Académie royale des sciences de Prusse et de l’Institut archéologique allemand. Il fut président de la Société berlinoise d’Anthropologie, d’Ethnologie et de la Préhistoire de 1906 à 1937. Il fut déclaré membre honoraire de la Société d'histoire et d'ethnologie de Basse-Lusace en 1925. Son fils est l'archéologue Walter-Herwig Schuchhardt (de).

## Œuvres (sélection)
- Alteuropa in seiner Kultur- und Stilentwicklung, Strasbourg 1919; diverses éditions sous différents titres, le dernier étant : Alteuropa. Die Entwicklung seiner Kulturen und Völker, Berlin (4e éd; augmentée) 1941; (5e éd.) 1944.
- Vorgeschichte von Deutschland. R. Oldenbourg Verlag, Munich/Berlin 1928 (4 ré-éditions jusqu'en 1943).
- Die Burg im Wandel der Weltgeschichte. Akademische Verlagsgesellschaft Athenaion, Potsdam 1931.
- Aus Leben und Arbeit. Walter de Gruyter & Co., Berlin 1944 (Autobiographie).
- Die hannoverschen Bildhauer der Renaissance, 1909